# Rubia yunnanensis
Rubia yunnanensis är en måreväxtart som beskrevs av Friedrich Ludwig Diels. Rubia yunnanensis ingår i släktet krappar, och familjen måreväxter. Inga underarter finns listade i Catalogue of Life.